# Лисецкий Фёдор Николаевич
Лисецкий, Фёдор Николаевич — советский, украинский и российский ученый-географ и почвовед, доктор географических наук, профессор.
Основные направления работ: физическая география, почвоведение, география почв, биогеохимия почв, биоэкология, геоэкология, геоархеология, археологичское почвоведение, историческая география, эрозиоведение, землеустройство.

## Биография
Родился 3 августа 1958 года в пос. Варваровка города Николаева. В 1975 году окончил с золотой медалью Николаевскую среднюю школу № 2 и поступил в Одесский государственный университет им. И. И. Мечникова. После окончания аспирантуры (1983 г.) прошел путь от младшего научного сотрудника лаборатории и ассистента до доцента (с 1985 г.) и докторанта (1990—1993 гг.) кафедры физической географии и природопользования. Ученик советского, украинского ученого, лауреата Государственной премии Украины, доктора географических наук, профессора Швебса Генриха Ивановича (1929—2003), который был руководителем одесской школы теоретического и прикладного эрозиоведения. Г. И. Швебс был научным руководителем дипломной работы «Общие вопросы оценки земельных ресурсов и схема оптимизации их рационального использования для эрозионноопасных территорий (на примере Одесской области» (1980 г.), диссертации на соискание ученой степени кандидата географических наук «Оптимизация использования земельных ресурсов для эрозионноопасных территорий Причерноморья УССР» (март, 1984 г.) и консультантом диссертации на соискание ученой степени доктора географических наук «Пространственно-временная организация и почвозащитное обустройство агроландшафтов» (1994 г.). По обеим диссертациям одним из официальных оппонентов был доктор географических наук, профессор Крупеников Игорь Аркадьевич, оказавший сильное влияние на становление соискателя как ученого.
Имеет диплом доктора географических наук ВАК Украины (1994 г.) и доктора географических наук ВАК Российской Федерации (1999 г., на основании переаттестации), аттестат профессора по кафедре геоэкологии и рационального природопользования (2000 г.).
В 1998 г. Ф. Н. Лисецкий основал в Белгородском государственном университете кафедру геоэкологии и рационального природопользования (с 2004 г. кафедра природопользования и земельного кадастра). В 1998—2010 гг. её заведующий. Выступил инициатором открытия в вузе аспирантуры по специальностям «геоэкология», «землеустройство, кадастр и мониторинг земель», «геоинформатика». Научный консультант докторской диссертации (П. В. Голеусов) и руководитель 23 кандидатских диссертаций. Научный руководитель многих выпускных квалификационных работ (бакалавров, магистрантов) и научно-квалификационных работ аспирантов. Автор 28 учебно-методических изданий, в том числе был организатором работ и ответственным редактором первого для региона учебно-справочного картографического пособия «Природные ресурсы и экологическое состояние Белгородской области», руководителем авторского коллектива и соавтором учебного пособия «География Белгородской области» (Москва: Издательство МГУ, 2003) .
Организатор и руководитель научно-исследовательских работ в Белгородском государственном университете: заместитель директора Института естественнонаучных проблем (1997—1999), заместитель первого проректора по научной работе — начальник управления научно-исследовательских работ (1999—2001), проректор по научной работе (2001—2002), начальник центра государственного задания Министерства образования и науки РФ (2014—2018), директор Федерально-регионального центра аэрокосмического мониторинга объектов и природных ресурсов (с 2006 г.).

## Научные достижения
Научные исследования связаны с разработкой принципов почвозащитного и экологического обустройства агроландшафтов, математическим моделированием процессов воспроизводства почвенных ресурсов, изучением пространственно-временной организации ландшафтов и её изменений в результате земледельческого освоения. Участвовал в разработке общероссийской концепции совершенствования систем земледелия на ландшафтной основе, методики проектирования эколого-ландшафтных систем земледелия (1991—1994 гг.). Разработал методики для расчета нормативных показателей почвозащитного земледелия. Эти результаты нашли отражение в монографиях «Ландшафтное земледелие» (1993 г.), «Основы ландшафтно-экологического земледелия» (1994 г.), «Пространственно-временная организация агроландшафтов» (2000 г.).
Инициатор и руководитель научных экспедиций по изучению эволюции почв на протяжении Голоцена. География полевых исследований: Ленинградская область, Центральное Черноземье, Краснодарский край, Северное Причерноморье (Одесская, Николаевская области Украины), Приазовье, Крымский полуостров, Харьковская и Полтавская области Украины, Молдова. Возглавляет исследовательскую группу по изучению процесса становления почвенного профиля и его свойств в разнообразных литолого-геоморфологических и биоклиматических условиях. Постоянно дополняемая база результатов исследований воспроизводства почв в антропогенно нарушенных ландшафтах Восточно-Европейской равнины (с П. В. Голеусовым), позволила разработать модели процессов формирования почвенных свойств во времени и нормативы воспроизводства почвенных ресурсов для различных сценариев землепользования на деградированных землях. По результатам разработанной концепции бассейновой организации природопользования и тиражируемых алгоритмов геопланирования на бассейновых принципах впервые в России обеспечено научное сопровождение программы внедрения бассейновой организации природопользования для одного из регионов России (Белгородской области).

## Награды и премии
- 2006 — нагрудный знак «Почетный работник высшего профессионального образования Российской Федерации»
- 1990 — лауреат конкурса Южного центра научно-технической деятельности, исследований и социальных инициатив СССР на лучшую научную работу в области экологии за научно-прикладную разработку «Комплекс мероприятий, направленных на повышение плодородия почв и получение экологически „чистой“ продукции в хозяйствах Одесской области»
- 2008 — Победитель Белгородского областного конкурса «Менеджер года 2008» в номинации «Наука»
- 2008 — Лауреат конкурса Фонда им. В. И. Вернадского «Национальная экологическая премия» за разработку «Ландшафтно-экологический мониторинг земель в районах с высоким уровнем техногенного воздействия для обеспечения экологической безопасности производства сельскохозяйственной продукции»
- 2016 — Памятная Докучаевская медаль, выпущенная Обществом почвоведов к 100-летию выхода в свет книги В. В. Докучаева «Русский чернозем»
- 2013, 2020 — Победитель в конкурсе профессионального мастерства в области научно-исследовательской и инновационной деятельности на звание «Лучший ученый НИУ „БелГУ“ в области естественных наук» (2013 г.) и в области инженерно-технических наук (2020 г.).